# Fontanès (Gard)
Pour les articles homonymes, voir Fontanès.
Fontanès [fɔ̃tanɛs] est une commune française située dans le sud du département du Gard, en région Occitanie.
Exposée à un climat méditerranéen, elle est drainée par le Vidourle, le ruisseau d'Aigalade, le ruisseau de Brie et par divers autres petits cours d'eau. La commune possède un patrimoine naturel remarquable composé de trois zones naturelles d'intérêt écologique, faunistique et floristique.
Fontanès est une commune rurale qui compte 688 habitants en 2022, après avoir connu une forte hausse de la population depuis 1975. Ses habitants sont appelés les Fontanésiens et Fontanésiennes.

## Géographie

### Localisation
Fontanès est située à 25 km de Nîmes.
|                     | Vic-le-Fesq  | Combas        |
| Lecques, Salinelles | Fontanès     | Souvignargues |
|                     | Villevieille |               |

### Milieux naturels et biodiversité
L’inventaire des zones naturelles d'intérêt écologique, faunistique et floristique (ZNIEFF) a pour objectif de réaliser une couverture des zones les plus intéressantes sur le plan écologique, essentiellement dans la perspective d’améliorer la connaissance du patrimoine naturel national et de fournir aux différents décideurs un outil d’aide à la prise en compte de l’environnement dans l’aménagement du territoire.
Une ZNIEFF de type 1 est recensée sur la commune :
la « rivière du Vidourle entre Sardan et Lecques » (193 ha), couvrant 6 communes du département et deux ZNIEFF de type 2, : 
- le « bois de Lens » (8 318 ha), couvrant 19 communes du département[3] ;
- la « vallée du Vidourle de Sauve aux étangs » (691 ha), couvrant 21 communes dont 16 dans le Gard et 5 dans l'Hérault[4].

Carte des ZNIEFF de type 1 et 2 à Fontanès.
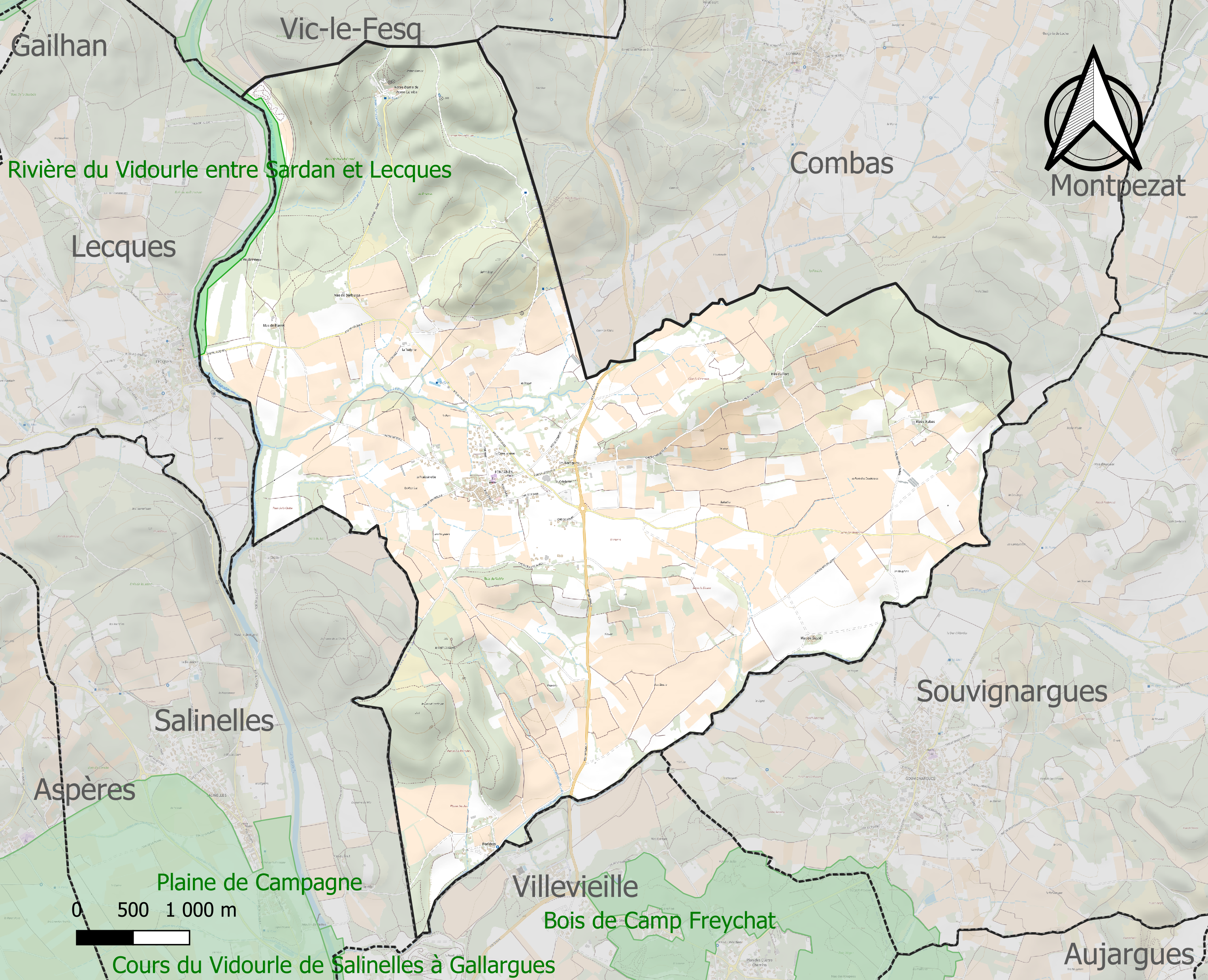
Carte de la ZNIEFF de type 1 sur la commune.
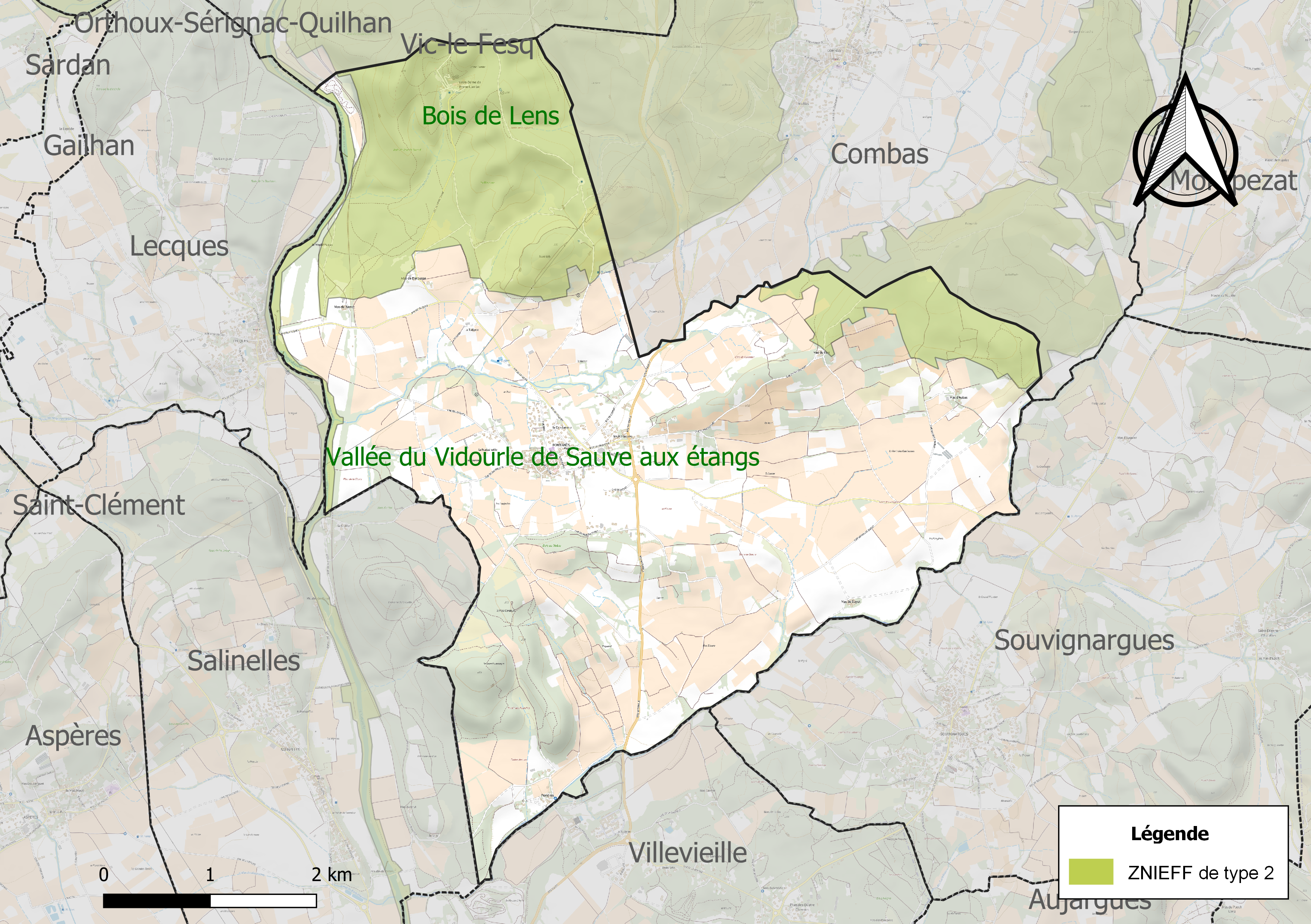
Carte des ZNIEFF de type 2 sur la commune.

## Climat
Le climat de Fontanès est chaud et tempéré. Fontanès est une ville avec des précipitations importantes. Même pendant le mois le plus sec il y a beaucoup de pluie.

### Climat
Pour des articles plus généraux, voir Climat de l'Occitanie et Climat du Gard.
En 2010, le climat de la commune est de type climat méditerranéen franc, selon une étude s'appuyant sur une série de données couvrant la période 1971-2000. En 2020, Météo-France publie une typologie des climats de la France métropolitaine dans laquelle la commune est exposée à un climat méditerranéen et est dans la région climatique Provence, Languedoc-Roussillon, caractérisée par une pluviométrie faible en été, un très bon ensoleillement (2 600 h/an), un été chaud (21,5 °C), un air très sec en été, sec en toutes saisons, des vents forts (fréquence de 40 à 50 % de vents > 5 m/s) et peu de brouillards.
Pour la période 1971-2000, la température annuelle moyenne est de 14,1 °C, avec une amplitude thermique annuelle de 17,2 °C. Le cumul annuel moyen de précipitations est de 815 mm, avec 6,3 jours de précipitations en janvier et 2,9 jours en juillet. Pour la période 1991-2020, la température moyenne annuelle observée sur la station météorologique la plus proche, située sur la commune de Vic-le-Fesq à 4 km à vol d'oiseau, est de 14,2 °C et le cumul annuel moyen de précipitations est de 844,7 mm,. Pour l'avenir, les paramètres climatiques de la commune estimés pour 2050 selon différents scénarios d'émission de gaz à effet de serre sont consultables sur un site dédié publié par Météo-France en novembre 2022.

## Urbanisme

### Typologie
Au 1er janvier 2024, Fontanès est catégorisée commune rurale à habitat dispersé, selon la nouvelle grille communale de densité à sept niveaux définie par l'Insee en 2022.
Elle est située hors unité urbaine et hors attraction des villes,.

### Occupation des sols
L'occupation des sols de la commune, telle qu'elle ressort de la base de données européenne d’occupation biophysique des sols Corine Land Cover (CLC), est marquée par l'importance des territoires agricoles (69,6 % en 2018), en diminution par rapport à 1990 (73 %). La répartition détaillée en 2018 est la suivante : 
cultures permanentes (62,7 %), forêts (24,9 %), zones agricoles hétérogènes (6,9 %), milieux à végétation arbustive et/ou herbacée (3,3 %), zones urbanisées (2,1 %). L'évolution de l’occupation des sols de la commune et de ses infrastructures peut être observée sur les différentes représentations cartographiques du territoire : la carte de Cassini (XVIIIe siècle), la carte d'état-major (1820-1866) et les cartes ou photos aériennes de l'IGN pour la période actuelle (1950 à aujourd'hui).

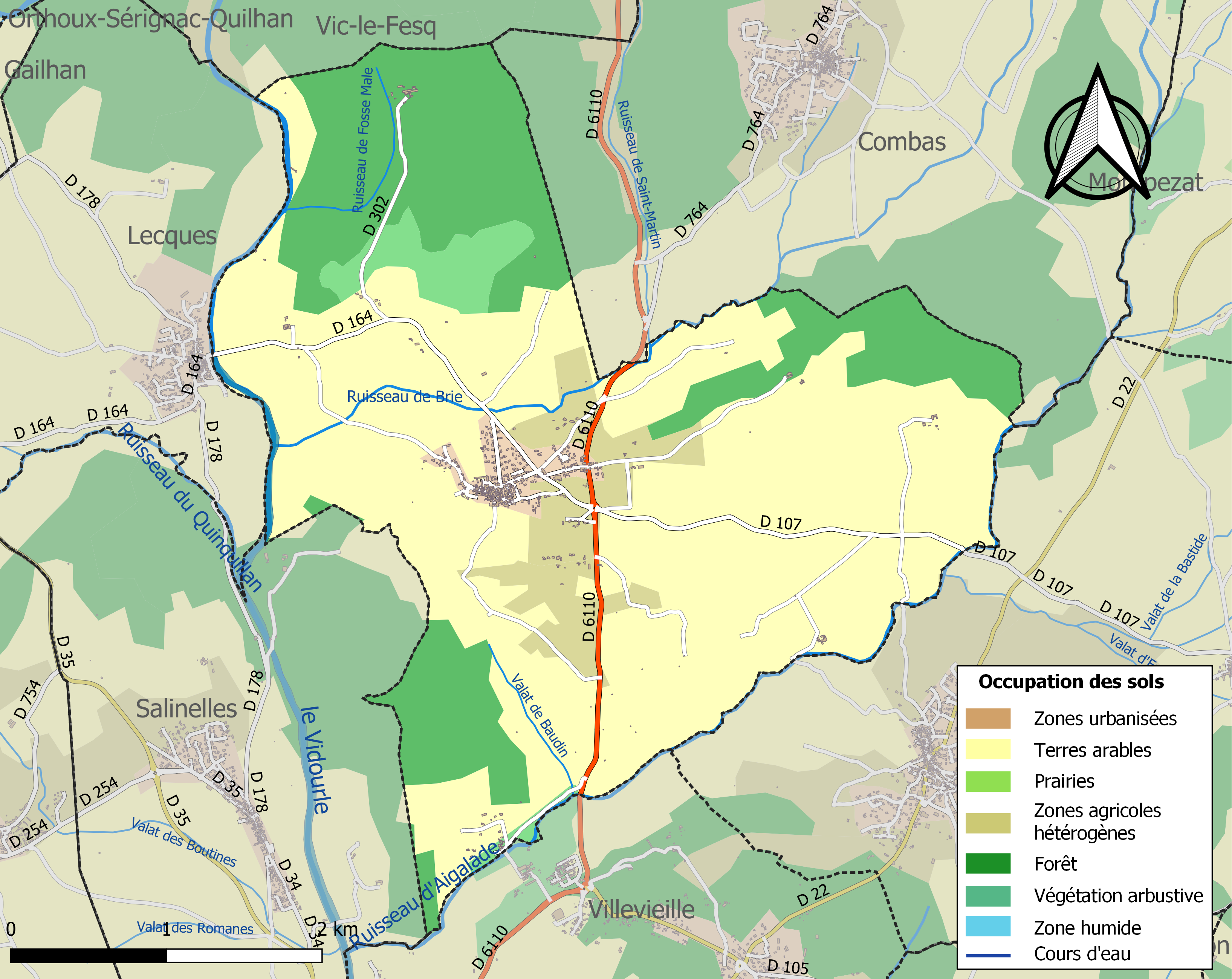
Carte des infrastructures et de l'occupation des sols de la commune en 2018 (CLC).

### Risques naturels et technologiques
Entre 1983 et 2021, douze arrêtés ministériels ayant porté reconnaissance de catastrophe naturelle ont été pris pour le territoire de la commune de Fontanès, dont neuf pour des inondations et coulées de boue, deux pour des mouvements de terrains et un pour une tempête.

## Toponymie
Occitan Fountanés, du roman Fontanes, Fontanez, Fontalez, du bas latin Fontanesium, Castrum de Fontanis, de Fontaleriis. Racine occitane fountano, du roman fontana : fontaine.
Ses habitants s'appellent les Fontanèsiens et Fontanèsiennes.

## Histoire

### Moyen Âge
La première mention de Fontanès, Fontanesium est relatée en 1292 dans les chartes du chapitre de Nîmes.

## Politique et administration

### Liste des maires
| Période                                  | Période  | Identité      | Étiquette | Qualité       |
| ---------------------------------------- | -------- | ------------- | --------- | ------------- |
| 2014                                     | En cours | Alain Thérond | UDI       | Fonctionnaire |
| Les données manquantes sont à compléter. |          |               |           |               |

## Population et société

### Démographie
L'évolution du nombre d'habitants est connue à travers les recensements de la population effectués dans la commune depuis 1793. Pour les communes de moins de 10 000 habitants, une enquête de recensement portant sur toute la population est réalisée tous les cinq ans, les populations de référence des années intermédiaires étant quant à elles estimées par interpolation ou extrapolation. Pour la commune, le premier recensement exhaustif entrant dans le cadre du nouveau dispositif a été réalisé en 2005.

En 2022, la commune comptait 688 habitants, en évolution de +0,15 % par rapport à 2016 (Gard : +2,97 %, France hors Mayotte : +2,11 %).
| 1793 | 1800 | 1806 | 1821 | 1831 | 1836 | 1841 | 1846 | 1851 |
| ---- | ---- | ---- | ---- | ---- | ---- | ---- | ---- | ---- |
| 280  | 281  | 361  | 390  | 388  | 480  | 451  | 444  | 466  |

| 1856 | 1861 | 1866 | 1872 | 1876 | 1881 | 1886 | 1891 | 1896 |
| ---- | ---- | ---- | ---- | ---- | ---- | ---- | ---- | ---- |
| 484  | 553  | 544  | 602  | 513  | 611  | 525  | 538  | 553  |

| 1901 | 1906 | 1911 | 1921 | 1926 | 1931 | 1936 | 1946 | 1954 |
| ---- | ---- | ---- | ---- | ---- | ---- | ---- | ---- | ---- |
| 562  | 524  | 486  | 548  | 505  | 501  | 536  | 504  | 540  |

| 1962 | 1968 | 1975 | 1982 | 1990 | 1999 | 2005 | 2006 | 2010 |
| ---- | ---- | ---- | ---- | ---- | ---- | ---- | ---- | ---- |
| 383  | 334  | 326  | 390  | 436  | 492  | 610  | 606  | 631  |

| 2015 | 2020 | 2022 | - | - | - | - | - | - |
| ---- | ---- | ---- | - | - | - | - | - | - |
| 682  | 682  | 688  | - | - | - | - | - | - |

## Économie

### Revenus
En 2018  (données Insee publiées en septembre 2021), la commune compte 275 ménages fiscaux, regroupant 672 personnes. La médiane du revenu disponible par unité de consommation est de 21 820 € (20 020 € dans le département).

### Emploi
|                | 2008   | 2013  | 2018  |
| -------------- | ------ | ----- | ----- |
| Commune        | 10 %   | 9,9 % | 9,6 % |
| Département    | 10,6 % | 12 %  | 12 %  |
| France entière | 8,3 %  | 10 %  | 10 %  |

En 2018, la population âgée de 15 à 64 ans s'élève à 431 personnes, parmi lesquelles on compte 78,8 % d'actifs (69,2 % ayant un emploi et 9,6 % de chômeurs) et 21,2 % d'inactifs,. En  2018, le taux de chômage communal (au sens du recensement) des 15-64 ans est inférieur à celui de la France et du département, alors qu'en 2008 il était supérieur à celui de la France.
La commune est hors attraction des villes,. Elle compte 83 emplois en 2018, contre 91 en 2013 et 84 en 2008. Le nombre d'actifs ayant un emploi résidant dans la commune est de 305, soit un indicateur de concentration d'emploi de 27,2 % et un taux d'activité parmi les 15 ans ou plus de 60,2 %.
Sur ces 305 actifs de 15 ans ou plus ayant un emploi, 48 travaillent dans la commune, soit 16 % des habitants. Pour se rendre au travail, 90 % des habitants utilisent un véhicule personnel ou de fonction à quatre roues, 1,3 % les transports en commun, 3,3 % s'y rendent en deux-roues, à vélo ou à pied et 5,3 % n'ont pas besoin de transport (travail au domicile).

### Activités hors agriculture
46 établissements sont implantés  à Fontanès au 31 décembre 2019. Le tableau ci-dessous en détaille le nombre par secteur d'activité et compare les ratios avec ceux du département,.
| Secteur d'activité                                                                                        | Commune | Commune | Département |
| Secteur d'activité                                                                                        | Nombre  | %       | %           |
| --- | ------- | ------- | ----------- |
| Ensemble                                                                                                  | 46      |         |             |
| Industrie manufacturière, industries extractives et autres                                                | 3       | 6,5 %   | (7,9 %)     |
| Construction                                                                                              | 9       | 19,6 %  | (15,5 %)    |
| Commerce de gros et de détail, transports, hébergement et restauration                                    | 11      | 23,9 %  | (30 %)      |
| Information et communication                                                                              | 1       | 2,2 %   | (2,2 %)     |
| Activités immobilières                                                                                    | 2       | 4,3 %   | (4,1 %)     |
| Activités spécialisées, scientifiques et techniques et activités de services administratifs et de soutien | 11      | 23,9 %  | (14,9 %)    |
| Administration publique, enseignement, santé humaine et action sociale                                    | 4       | 8,7 %   | (13,5 %)    |
| Autres activités de services                                                                              | 5       | 10,9 %  | (8,8 %)     |

Le secteur des activités spécialisées, scientifiques et techniques et des activités de services administratifs et de soutien est prépondérant sur la commune puisqu'il représente 23,9 % du nombre total d'établissements de la commune (11 sur les 46 entreprises implantées  à Fontanès), contre 14,9 % au niveau départemental.

### Agriculture
La commune est dans le « Soubergues », une petite région agricole occupant une frange sud-ouest du département du Gard. En 2020, l'orientation technico-économique de l'agriculture  sur la commune est la viticulture. 
|               | 1988 | 2000 | 2010 | 2020 |
| ------------- | ---- | ---- | ---- | ---- |
| Exploitations | 44   | 37   | 29   | 30   |
| SAU (ha)      | 458  | 592  | 480  | 428  |

Le nombre d'exploitations agricoles en activité et ayant leur siège dans la commune est passé de 44 lors du recensement agricole de 1988  à 37 en 2000 puis à 29 en 2010 et enfin à 30 en 2020, soit une baisse de 32 % en 32 ans. Le même mouvement est observé à l'échelle du département qui a perdu pendant cette période 61 % de ses exploitations,. La surface agricole utilisée sur la commune a également diminué, passant de 458 ha en 1988 à 428 ha en 2020. Parallèlement la surface agricole utilisée moyenne par exploitation a augmenté, passant de 10 à 14 ha.

## Culture locale et patrimoine

### Édifices civils
- Ancienne gare.
- Divers petites bastides ou châteaux.

### Édifices religieux
- Église Saint-Martin de Fontanès : édifice de style romano-gothique reconstruit  par l'architecte Henri Antoine Revoil au milieu du XIXe siècle, clocher surmonté d'une flèche en ardoises.
- Temple protestant de Fontanès, première moitié XIXe, style très sobre néo-classique.
- Sanctuaire de Notre-Dame de Prime-Combe[23], centre de pèlerinage à Notre-Dame de Bon Secours et de soins psychiatriques, animé par les bénédictins de la Congrégation Notre-Dame d'Espérance (XIXe-XXe). Présence d'un important carillon et chemin de croix[23].
- Diverses croix de missions (calvaires) à la croisée des chemins.

### Personnalités liées à la commune
- Raymond-Jacques-Marie de Narbonne-Pelet (Fontanès de Lecques (Languedoc), 24 juin 1771 – Paris, 31 octobre 1855), vicomte puis duc de Narbonne-Pelet, diplomate et homme politique français du XIXe siècle.

## Héraldique
| Blason de Fontanès | Blason  | D'azur, à une barre losangée d'argent et de sinople. |
| Blason de Fontanès | Détails | Le statut officiel du blason reste à déterminer.     |